# Маурісіо Саллес
Маурісіо Саллес де Аленкар (порт. Mauricio Salles de Alencar; нар. 1 березня 1987, Салвадор, Бразилія) — бразильський футболіст, виступав на позиції нападника. 20 січня 2010 року він посів 25-е місце в Топ-25 десятиліття Першого дивізіону USL, у списку найкращих і найвпливовіших гравців попереднього десятиліття.

## Життєпис

### Південна Америка
Професійну футбольну кар'єру розпочав 1997 року, виступав за бразильські клуби «Віторія» (Салвадор), «Атлетіку Паранаенсі», «Ботафогу», а також еквадорський «Ольмедо».

### Північна Америка
Розпочав свою професійну кар'єру в Сполучених Штатах 2004 року в «Пуерто-Рико Айлендерз», де став найкращим бомбардиром в історії клубу. У 2006 році перейшов до «Монреаль Імпакт», а в січні 2007 року — до «Атланти Сілвербекс». Того ж року переїхав до японського «Омія Ардія», де відзначився одним голом у восьми матчах, перед поверненням у 2008 році до США, де став гравцем з «Рочестер Ріноз».
У лютому 2015 року «Рочестер Лансерс» визнав капітана команди Саллеса MVP команди сезону 2014/15. У березні 2015 року Major Arena Soccer League включила Саллеса до Другої команди MASL 2014/15.

### Азія
Влітку 2009 року підписав контракт з «Казмою» з Прем'єр-ліги Кувейту.